# موردي (لوداب)
موردي (بالفارسية: موردی) هي قرية تقع في إيران في قسم لوداب الريفي. يقدر عدد سكانها بـ 50 نسمة بحسب إحصاء 2016.